# Нунатак
О станции на юге Гренландии — см. статью Нунатаак.
Нуната́к (гренл. nunataaq) — полностью окружённый льдом скалистый пик, горный гребень или холм, выступающий над поверхностью ледникового покрова или горного ледника. Нунатаки типичны для периферийных районов Гренландии и Антарктиды. Служат убежищем для растительности в ледниковых областях.
Те нунатаки, которые прежде целиком перекрывались льдом, имеют округлые вершины, часто покрытые ледниковой штриховкой. Для их обозначения иногда используют термин исландского происхождения «нунакол» (англ. Nunakol).
Термин нунатак используется в Государственном каталоге географических названий Российской Федерации.
Слово «нунатак», заимствованное из эскимосского языка, вошло в языки Западной Европы не позднее 1880-х годов.
В России, на архипелаге Новая Земля, есть гора Северный Нунатак высотой 821 м.